# Anastazy IV
Anastazy IV (łac. Anastasius IV, właśc. Corrado Demetri della Suburra ur. w Rzymie, zm. 3 grudnia 1154 tamże) – papież, którego pontyfikat przypadał na okres od 12 lipca 1153 do 3 grudnia 1154.

## Życiorys
Był Rzymianinem z dzielnicy Suburra, synem Benedetto. Należał prawdopodobnie do, mającej greckie korzenie, rodziny Demetri. Corrado wybrał karierę duchowną, jednak o jego pierwszych 40 latach życia wiadomo bardzo niewiele. W starszej historiografii przypuszczano, że był opatem St. Ruf w Awinionie, ale w toku dalszych badań pogląd ten obalono. Najpóźniej 21 lutego 1114 roku papież Paschalis II mianował go kardynałem-prezbiterem św. Pudencjany. W 1127 był legatem Honoriusza II na Montecassino; prawdopodobnie w nagrodę za wypełnienie tej misji Honoriusz II mianował go kardynałem-biskupem Sabiny (1128). Podpisywał bulle papieskie między 25 lutego 1114 a 13 czerwca 1153. Uczestniczył w papieskich elekcjach w styczniu 1118, w 1119, w grudniu 1124, w lutym 1130, we wrześniu 1143, w marcu 1144, lutym 1145 i lipcu 1153. Popierał Innocentego II podczas schizmy Anakleta II, był jego wikariuszem w Italii 1130-37, gdy papież musiał uciekać do Francji. Blisko współpracował z papieżem Eugeniuszem III – trzykrotnie zastępował go jako wikariusz podczas jego nieobecności w Rzymie (1145, 1147-1149 i 1150-1152/53). W chwili wyboru na papieża był prawdopodobnie najstarszym członkiem Kolegium Kardynałów.
Jako papież prowadził pojednawczą politykę wobec rzymskiej komuny miejskiej, dzięki czemu mógł bez przeszkód rezydować w Rzymie. Przyznał nowe przywileje zakonowi joannitów i załagodził spór z Fryderykiem Barbarossą dotyczący obsady arcybiskupstwa w Magdeburgu. Zakończył także długotrwały konflikt o obsadę arcybiskupstwa York w Anglii, zatwierdzając, wbrew stanowisku cystersów, arcybiskupa Wilhelma Fitzherberta. W listopadzie 1154 uroczyście podejmował w Rzymie kardynała Nicholasa Breakspeare'a, który powrócił z legacji w Skandynawii, gdzie zreformował organizację kościelną, tworząc metropolię w Nidaros. Anastazy IV zatwierdził jego decyzje, a niedługo potem zmarł. Jego następcą został właśnie Nicholas Breakspeare jako Hadrian IV.